# Haworth (cég)
A Haworth irodabútorok tervezésével és gyártásával foglalkozó vállalat, melynek profiljába beletartoznak a térelválasztó panelek, üvegfalak, asztalrendszerek, irodaszékek, tárolók és egyéb irodai kiegészítő bútorok. A családi tulajdonban és a család vezetése alatt álló cég központja a Michigan állami Holland városban található, (USA). A Haworth több, mint 120 országban van jelen, közel 600 értékesítési ponttal. A cég forgalma 2007-ben 2,1 milliárd amerikai dollár volt, amelyből az európai gyárak 400 millió USD-t teljesítettek. A Haworth négy európai fő márkája a comforto (német gyártású irodaszékek), az art.collection (vezetői bútorok, tárgyalók), a dyes (német gyártású irodabútor családok) és a castelli (olasz gyártású/tervezésű bútorok).

## Történet
A céget 1948-ban alapították “Modern Products” néven. 1954-ben a Modern Products az irodai környezetre koncentrált és kifejlesztette a mai panelrendszerek elődjeként a moduláris irodai térelválasztókat.
1976-ban a Modern Products nevet Haworth-re változtatták és a cég egyre inkább az irodai bútorrendszerekre összpontosított. Az 1980-as évek elején, az allegani (Michigan) gyáregység megépítésével az irodai székek is bekerültek a termékkínálatba és így már teljes irodai berendezéseket tudott a cég ajánlani. A század vége felé a Haworth erőteljesen terjeszkedni kezdett Észak-Amerika, Európa és Ázsia felé. A következő két évtizedben rengeteg termékújdonságot dobott a piacra, mint például a panelekbe rejtett kábelezést. A michigani központú vállalkozás az elmúlt 25 év során nemzetközi méretűvé fejlődött a világ különböző pontjain található termékfejlesztésnek, illetve gyártóbázisnak köszönhetően.
1996-ban a legnagyobb konkurenciát, a Steelcase-t bűnösnek találták a Haworth szabadalmának megsértésében, 211,5 millió dollár volt a kártérítés összege.
A vállalkozás forgalma 1994-re elérte az 1 milliárd dollárt és 2000-re a 2 milliárd dollárt is meghaladta, dolgozóinak száma pedig mára már a 9000 főt súrolja.  Európa minden országában közvetlenül, vagy kereskedői hálózaton keresztül jelen van, hét országban rendelkezik fejlesztéssel és gyártással, további négy országban saját értékesítési szervezettel. Európai vezető márkái már több, mint 100 éves múltra tekintenek vissza. A budapesti értékesítési szervezet 1995 óta működik Haworth Hungary Irodabútor Kereskedelmi Kft. néven.
Az alapító Gerrard Wendell Haworth 2006. október 25-én, 95 éves korában hunyt el. Haláláig járt a Western Michigan University öregdiákjai közé. Nevét viseli a michigani Haworth College of Business főiskola. 2009-ben fia, Dick Haworth nyugdíjba vonulása után unokája, Matthew Haworth lett a cég elnöke.

## Tulajdonosi háttér
A Haworth, Inc. egy magántulajdonban lévő cég. Az eladási becslések alapján a Steelcase után a második legnagyobb irodabútor-gyártó.

## Külső hivatkozások
- A Haworth Hungary weboldala